# 節 (分類学)
節（せつ、英: section、ラテン語: sectio）は、リンネ式階層分類体系における階級（ランク）の1つである。国際藻類・菌類・植物命名規約において、属を細分する際に設けられる二次ランクで、属の下、列および種の上にある属の下位区分である。また、節の下には亜節（あせつ、英: subsection、羅: subsectio）が置かれる。
現行の国際動物命名規約 第4版では属階級群に属する階級として「節」は存在せず、節として設立された属を区分する一語名は亜属名とみなされる。
また、昆虫の分類では目よりも上位、綱よりも下位に「節」を設けることがある。